# Сучани
Сучани (словац. Sučany) — село, громада округу Мартін, Жилінський край, регіон Турєц. Кадастрова площа громади — 33,26 км².
Населення 4712 осіб (станом на 31 грудня 2018 року).

## Історія
Сучани згадуються 1258 року.

## Географія
Протікає Білий потік.

## Населення
| Рік:            | 1994. | 2004.   | 2014.   | 2024.   |
| --------------- | ----- | ------- | ------- | ------- |
| Кількість осіб: | 4412  | 4644    | 4661    | 4749    |
| Різниця:        |       | +5,25 % | +0,36 % | +1,88 % |

| Рік:            | 2023. | 2024.   |
| --------------- | ----- | ------- |
| Кількість осіб: | 4801  | 4749    |
| Різниця:        |       | -1,08 % |